# Puya nivalis
Puya nivalis är en gräsväxtart som beskrevs av John Gilbert Baker. Puya nivalis ingår i släktet Puya och familjen Bromeliaceae. Inga underarter finns listade i Catalogue of Life.